# 나카다 겐지
나카다 겐지(일본어: 仲田 建二 1973년 10월 4일 ~ )는 일본의 전 축구 선수이다.

## 구단 경력
1996년 재팬 풋볼 리그의 방포레 고후에 입단하였다. 1999년 J2리그로 승격하였다. 2005년후 현역 은퇴. 1996년부터 2005년까지 228경기에 나서 8득점을 넣었다.

## 지도자 경력
2020년 FC 기후의 감독으로 취임하였다.